# Абазины

Флаг абазин

Абази́ны (абаз. аба́за, кабард.-черк. бэсхьагъ) — один из автохтонных народов Кавказа. Преимущественно проживают в Турции. Принадлежат к понтийскому подтипу европеоидной расы. Говорят на абазинском языке абхазо-адыгской языковой семьи.
Историческая родина предков абазин — современная территория Абхазии и Краснодарского края. Массовое переселение абазин на Северный Кавказ с территории современного Большого Сочи происходило в XIII—XIV веках на земли Лабы, Кубани, Большого и Малого Зеленчука, Кумы и Подкумка, в район Пятигорья от Карраса до Нарцана. Тем не менее в ущелья рек Теберды и Кяфара прото-абазины проникали уже в III—II тыс. до н. э. Проникновение отдельных протоабазин на Северный Кавказ началось с VII—VIII вв.
После Кавказской войны абазины из Пятигорья и северных склонов Кавказского хребта переселялись в Турцию (Османскую империю).
Абазины и абхазы считаются двумя ветвями абхазо-абазинского народа, которых объединяют их языки и общая история, уходящая в глубь веков. Они используют похожую символику. Изображение современного абхазо-абазинского флага раскрытой ладони отмечается ещё на генуэзских морских картах VIII—XIV веков.

## Название
Наименование (этноним) абаза (абазги, абаса) встречается в сочинениях античных авторов начиная с V в. до н. э. Древнегреческий историк Геродот (V в. до. н. э.) в своей карте древнего мира в перечне народов, обитавших по берегу Понта Эвксинского (Чёрное море), упоминает племя абасгов.
В начале XX века, К. Д. Кудрявцев отмечал, что сами себя абазинцы зовут либо абаза, либо топанта, в то время, как кабардинцы и черкесы называли их басхег, а турки — алтыкезек.

## Численность
Доля абазин по районам на 2010 год по переписи:
| Доля по районам и городам Карачаево-Черкесии |          |
| -------------------------------------------- | -------- |
| Муниципальный район / городской округ        | % абазин |
| Абазинский район                             | 86,8 %   |
| Адыге-Хабльский район                        | 29,8 %   |
| Черкесский городской округ                   | 8,2 %    |
| Малокарачаевский район                       | 7,8 %    |
| Усть-Джегутинский район                      | 4,5 %    |
| Ногайский район                              | 1,7 %    |
| Хабезский район                              | 1,2 %    |

Численность абазин в населённых пунктах по данным Всероссийской переписи 2010 года:
Карачаево-Черкесская Республика
| - город Черкесск 10 505 - аул Псыж 6717 - село Красный Восток 3142 - город Усть-Джегута 2254 - аул Кубина 2789 - аул Инжич-Чукун 2468 - аул Эльбурган 2230 - аул Старо-Кувинск 1194 - аул Апсуа 890 - аул Кара-Паго 648 - аул Абаза-Хабль 559 | - аул Мало-Абазинск 530 - аул Тапанта 484 - аул Ново-Кувинск 422 - село Койдан 372 - аул Адыге-Хабль 346 - хутор Грушка 181 - посёлок Эркин-Шахар 175 - город Карачаевск 144 - аул Эрсакон 150 - аул Хабез 122 - село Первомайское 103 |

Ставропольский край
| - город Кисловодск 2473 - город Ставрополь 869 - город Невинномысск 364 | - посёлок Подкумок 251 - город Ессентуки 219 - село Кочубеевское 106 |

Москва
- город Москва 318

### Диаспора
Основная часть абазинской диаспоры представлена в Турции, Египте и странах Ближнего Востока, в Сирии, Иордании, Ливане. Точная численность диаспоры неизвестна, но, по оценкам, составляет до 100 тысяч человек. Хотя, по весьма неполным данным правительственной статистики, с 1858 по 1864 в Турцию переселилось около 50 тыс. абазин, а общее число покинувших родину, в ходе мухаджирства, было около 100—150 тыс. человек, большая часть их потомков позднее полностью ассимилировались, не только среди турецкого и арабского населения, но и в среде других мухаджиров из числа адыгов и абхазов.

## Язык
Абазины говорят на абазинском языке, входящем в абхазо-адыгскую языковую семью. Он имеет два диалекта — тапантский (лежит в основе литературного языка) и ашхарский. Письменность существует на основе кириллицы. Большинство абазин России знает также кабардино-черкесский (адыгский) и русский языки.

## История

### Абазгия и Абазгское царство
Во II веке н. э. история установила существование государства (княжества) Абазгии.
В VIII веке н. э. история установила существование Абазгское царства, более известного как «Абхазское царство».
В связи с нехваткой земли для сельскохозяйственной обработки, абазы тремя волнами, в разно время, мигрировали на северные склоны Кавказского хребта.
К. Сталь приводит предание, согласно которому переселение абазин проходило через горные перевалы между верховьями рек Белой и Теберды.
Абхазское царство основали абазинские князья. Леон I и Леон II происходили из рода крупнейших абазинских феодалов Лау (Лоовых). Абхазы и абазины в древности и в эпоху средневековья занимали территорию современной Абхазии. Как пишет Лавров, позднее территорию к северо-западу от реки Бзыбь до реки Шахе населяли абазины (садзы-джикеты) и убыхи. У джигетов были ветви псху и ахчипсоу, а северная часть убыхов называлась «вардане» (уардана). Псху, Ахчипсоу, Вордане, Адлер и Сочи, и территория Абхазии до реки Бзыбь, согласно преданиям, являются исходными пунктами переселения абазин.
Письменным доказательством нахождения абазин на северном склоне Кавказского хребта является сообщение персидского летописца начала XV века Низами ад-Дина-Шами о том, что Темур-ленг (Тимур), пройдя в конце XV века, до подножья Эльбруза, достиг местности «Абаса».
Среди абазин в международном плане особенно известен внук Дударуко. Он был крещён в Москве и получил имя Василий Черкесский. В русских документах XVI века на Северном Кавказе упоминается мурза Тутарык Езболуев (Дударуко) и Алклыч Езбозлуков. Первый из них, очевидно, принадлежит к дударуковцам, второй, возможно — родоначальник клычевцев.
Русские документы 1634 и 1643 годов — дают более конкретные сведения о северокавказских абазинах согласно этим источникам, в XVII в. на Северном Кавказе, в частности в верховьях Кубани и Зеленчуков, а также в Пятигорье (в том числе, в окрестностях современного Кисловодска, у Боргустанской крепости — Рим-Гора) жили абазины-тапантовцы: дударуковцы, бибердовцы, лоовцы, джантемировцы. Из шкарауовцев есть упоминания о баговцах (русский документ 1643 г.). Карачаевские предания говорят о кизилбековцах.
В источниках XVIII века в числе абазинских племен, населявших северные склоны Кавказского хребта, упоминается абазинская аристократия: тапанта (лоовы, бибердовы, кячевы, дударуковы, клычевы и джантемировы) и все шесть шкарауовских подразделений (там, кизилбек, баг, чегрей, баракай и мысылбай-башилбай)

### XVI век
Согласно русской летописи (автор неизвестен), в 1552 году в Москву для переговоров с Иваном Грозным, для заключения военно-политического союза против крымского хана, прибыло первое посольство черкесов, среди которых был абазинский князь Иван Езбозлуков.

### XVIII век
В 1762 году французский консул в Стамбуле Клод-Шарль Пейсонель писал (про абхазов):

 Абазы принадлежат к числу народов, населяющих пространство между Черкесией и Грузией. Они разделяются, как черкесы, на несколько племён, управляемых своими беями. Между племенами ведётся постоянная война. Религия абазинцев представляет собою смесь христианства с пантеизмом; тем не менее народ признаёт себя благочестивыми христианами. Порта назначает в эту страну своего бея, называемого беем абазинцев, который, однако, пользуется только титулом начальника без всякой власти. Резиденция бея находится в Сухуме. Главное начальство в этой местности принадлежит паше Черноморского побережья, но абазинцы не повинуются ни ему, ни турецкому бею, и лишь одна сила может привести их к покорности и повиновению. Кубанский сераскир делает иногда на них набеги, отбирая у них мелкий скот, лошадей и рабов. В этой стране имеется два главных порта — Сухум и Кодош.

### XIX век
В XIX веке абазины разделили с адыгами и абхазами все беды, тяготы и лишения русско-кавказской войны, а также все её трагические последствия.
Отрывок. 1836 год, 8 февраля. Джеймс Хадсон — генерал-лейтенанту Герберту Тэйлору. … «О … нападении абазин на Ставрополь»

В конце того же ноября месяца черкесы-абазины сосредоточили свои силы, чтобы нанести ответный удар черноморским казакам и русским регулярным частям, совершавшим вторжения на их территорию. Абазины ворвались в Ставрополь, столицу так называемого «правительства Кавказа», и увели с собой 1700 пленных, 8000 голов скота и пр. 300 из захваченных пленных — люди, занимавшие в Ставрополе высокое положение: офицеры, купцы, банкиры. Был среди них и русский военный высокого ранга, генерал, как говорят; его взяли в плен вместе с его штабом. Это уже второй налёт на Ставрополь, совершённый за последний год. В первый раз они захватили до 800 пленных. Это второе нападение, о котором я только что сообщил, тоже завершилось полным успехом черкесов, хотя русские и готовились встретить их.

Кроме прибрежных абазинских обществ, активно с Россией воевали и абазины проживающие в центральной части Северного Кавказа.
Из записок генерала Ермолова: «… В течение лета войска наши за Кубанью имели повсюду весьма счастливые успехи. Командующий оными артиллерии полковник Коцарев преследовал укрывавшихся там беглых кабардинцев. Абазины, принявшие их и с ними участвовавшие в разбоях, наиболее за то потерпели: селения их разорены, лошади и скот захвачены во множестве, в людях они имели урон необыкновенный. Страх распространен между соседними народами. Более, нежели в двадцать раз отмщено злодеям за нападение на селение Круглолесское…».
Собственно, весной 1864 года, Кавказскую войну можно было считать оконченною; только горные абазинские племена Псху, Ахчипсоу, Аибга, Садзы-Джигеты, занимавшие ущелья по верховьям рек Мзымты и Бзыби, не хотели расставаться со своей свободой и оказывали сопротивление. Для того чтобы совершенно очистить край, уничтожить остатки враждебных горцев и уже завершить наконец завоевание Кавказа было решено все действовавшие на южных склонах гор войска разбить на четыре отряда. В первой половине апреля 1864 года один из них двинулся из Гагры в долину реки Псху, второй — от бывшего укрепления св. Духа вверх по Мзымте, третий — от верховий Шахе параллельно Большому Кавказскому хребту через земли горных убыхов и четвёртый — из верховьев Малой Лабы в местность Кбаада (совр. Красная Поляна), где все отряды должны были соединиться. При движении по левому берегу Мзымты 2-й отряд встретил упорное сопротивление абазинской общины Аибга из ближнего ущелья р. Псоу, усиленного соседними общинами. Столкновения между войсками и горцами продолжались 10-11 мая. Этот поход решил участь не одних только аибговцев. Вскоре некоторые абазинские племена начали покидать свои селения и выходить к морю для ухода в Османскую империю.
21 мая 1864 года Россия завершила Русско-Кавказскую войну победным парадом войск на Красной Поляне (известная сегодня как престижный горнолыжный курорт), в верховьях реки Мзымта.
Потомки абазин-мухаджиров живут за рубежом, где их вместе с адыгами именуют «черкесами». Многие из них перешли на турецкий и арабский языки, потеряв свой язык, часть утратила абазинские имена и фамилии, смешалась с турками и арабами, при этом память о своём принадлежности к определённым родам сохраняется до настоящего времени.

## Традиции и обычаи
Главные занятия абазин — скотоводство, в том числе отгонное. Разводили овец горской породы, крупнорогатый скот и лошадей. Коневодство было сосредоточенно в руках знати, в среде которой была выведена знаменитая порода Трамовских лошадей.
Развитым видом деятельности было также земледелие. К пахоте готовили прежде всего, ближайшие к дому участки земли, куда легче всего было доставить сельскохозяйственный инвентарь. Эта работа начиналась с зимы: участки очищали от камней и выкорчёвывали деревья. Земли в горах были неудобны для обработки. Важным занятием абазин было и садоводство. Расчищая участки леса под пашню, дикорастущие плодовые деревья и кусты оставляли в неприкосновенности. Главным образом это были дикие яблони, груши, кизил, барбарис, фундук. Дома и хозяйственные постройки всегда утопали во фруктовых деревьях.
Значительную роль играло пчеловодство — одно из древнейших занятий абазин. Из мёда они готовили сладкий напиток, который «обладал опьяняющим, одурманивающим, отравляющим свойствами».
Промыслы — кузнечное дело, обработка шерсти и кожи. У абазин издавна были развиты домашние промыслы, в которых существовало внутрисемейное разделение труда. Так, обработка шерсти и шкур была обязанностью женщин, а обработка дерева, металла, камня — мужским делом. Из шерсти изготавливали бурки, тонкое сукно и более грубое для повседневной одежды, войлочные ноговицы, шляпы, пояса, обувь, кошмы, попоны, а также различные вязаные изделия. Были развиты скорняжный и кожевенный промыслы. Из шкур шили шубы и шапки, из кожи делали обувь, бурдюки, сёдла, сумки, конскую сбрую. Овчина — главный предмет скорняжного промысла. В почёте были кузнецы. Они изготавливали и чинили косы, серпы, вилы, железные лопаты, мотыги, подковы, металлические части конской сбруи, цепи, ножи, ножницы и т. д. Многие кузнецы были также и оружейниками. Оружие (ружья и кинжалы с ножами) украшали серебром, золотом, гравировкой с чернью. Такие оружейники, в свою очередь, становились ювелирами.
Производство оружия у абазин имеет глубокие традиции, уходящие в далёкое прошлое. Мастера делали стрелы (абаз. хрихыц). Наряду с производством оружия, абазинские оружейники занимались изготовлением пуль разного калибра.
Ювелирное дело принадлежало к одному их старейших ремёсел абазин. Мастера с изготавливали различного вида изделия: женские и мужские пояса, нагрудные украшения, перстни и кольца, серьги и височные подвески. Все украшения, предназначенные для ношения женщинами, было богато орнаментированы.
В 1073 году Абазинские иконописцы и ювелирных дел мастера участвовали в росписи Собора Киево-Печерской лавры.
Традиционная социальная организация — сельские общины, большие и малые семьи, патронимии. Аулы делились на патронимические кварталы, на равнине — скученные, в горах — гнездового типа. Древнейшее жилище — круглое, плетёное, распространены были также прямоугольные однокамерные и многокамерные дома из плетня; в конце XIX века у абазин стал применяться саман, появились кирпичные и деревянные рубленые дома под железной или черепичной крышей. Традиционная усадьба включала один или несколько жилых домов, в том числе помещение для гостей — кунацкую, и, в отдалении от них, комплекс хозяйственных построек.
Абазинская кухня базируется на использовании традиционных продуктов земледелия и скотоводства, употребление большого количества животных жиров, в особенности сливочного и топлёного масла, а также сливок, сметаны, кислого молока. Абазины с древних времён занимались земледелием, скотоводством, птицеводством и это отражается на составе и особенностях народных блюд, среди которых занимают главное место —
баранина, говядина и птица, а также изделия молочные и растительные. Много у абазин блюд из мяса домашней птицы. Из куриного или мяса индюка готовят национальное блюдо — квтӏужьдзырдза (дословно: «курятина с подливкой»).
Касаемо специфических приправ, абазины, как и многие кавказские народы, употребляют в основном молотый красный перец, толчёный чеснок с солью и смесь сухих пряных трав — главным образом укропа и чабреца. Из острых подлив абазины употребляют соус из кислого молока, сметаны, красного перца, толчёного чеснока с солью. Распространён слабоалкогольный напиток бахсыма (буза).
Среди музыкальных инструментов выделялись: род балалайки (абаз. мышӏкъвабыз), двухструнная скрипка (абаз. апхьарца), дудка из оружейного ствола (абаз. кӏыжкӏыж), деревянные трещотки (абаз. пхьарчӏакь). Самыми древними инструментами у абазин были дудка и свирель.
Характерны обычаи и обряды, связанные с годичным циклом. Сохраняется фольклор: нартский эпос, различные жанры сказок, песен. Богат созданный в разное время песенный и танцевально-инструментальный фольклор. В зависимости от особенностей содержания и формы народных песен различают: трудовые припевки, трудовые земледельческие песни, игровые, обрядовые, величальные, хороводные, плясовые, эпические (повествовательные), лирические, шуточные, историко-героические песни-плачи, лирические песни-плачи, а также разнохарактерные детские песни и инструментальные произведения.

### Традиционная одежда
В первой половине XIX века почти вся одежда абазин изготовлялась домашним способом из самодельной пряжи и ткани: более грубого (абаз. шарбал) и более тонкого (абаз. чухӀа) домашнего сукна. Лишь богатые люди могли себе позволить одежду из покупной ткани. Вообще, материал, из которого изготовлялась одежда, был одним из показателей зажиточности и сословной принадлежности. Тот или иной цвет одежды также был социомаркирующим признаком. Яркие цвета считались цветами знати. Трудовое население носило тёмную одежду из грубой ткани.

#### Мужская одежда
Мужской костюм состоял из нательного белья (абаз. цӀахьцӀацӀа), верхней одежды, куда входили рубаха (абаз. асы) и верхние штаны (абаз. айква), бешмет (абаз. ) и черкеска (абаз. кӀвымжвы).
Материалом для нижнего белья служило домотканое полотно. По покрою нижняя, нательная рубаха была туникообразной формы с разрезом на груди и воротником-стойкой. Застёжка находилась посередине груди или справа. Воротник застёгивался рядом мелких пуговиц из самодельной тесьмы в тон рубахи. Подол рубахи заправляли в штаны. Нижние штаны шились из двух штанин прямого покроя, суживающихся книзу.
Поверх нижней рубахи надевался бешмет. Бешмет имел стоячий простёганный воротник и застёгивался посередине груди до пояса. На груди и по бокам на бёдрах пришивались карманы. Рукава делались длинными, зауживающимися у кисти и без пуговиц. Мужчины знатных фамилий носили бешметы из цветного или белого покупного сукна, крестьяне — из чёрного или коричневого домотканого.
Костюм завершался черкеской. Длина черкески и материал, из которого она делалась, зависел от её назначения, а также от сословной принадлежности и имущественного достатка владельца. Например, представители высшего сословия в качестве праздничной одежды носили черкески из покупного сукна длиной на 15-20 см ниже колен. Для повседневного ношения, а также для верховой езды и охоты черкески носили гораздо короче. Черкеска имела цельнокроеную спинку и две передние полочки, до талии в обтяжку, расклёшивалась. Рукава черкески делались прямыми и расширяющимися книзу, длиной намного ниже кисти руки. Нижнюю часть рукавов на подкладке всегда отворачивали. У ворота черкеска снабжалась треугольным вырезом. Обе передние полочки черкески от середины груди до пояса застёгивались на мелкие пуговицы из плетёной тесьмы.
На груди черкески по обе стороны нашивались карманы восемью — десятью рядами продольных строчек, образовавших своего рода отдельные гнёзда (абаз. хӀазыртара). В них вставлялись газыри. Колпачки газырей украшались резьбой, серебром, позолотой и т. д. — в зависимости от достатка владельца. Все звенья газырей были соединены свободно свисавшей серебряной цепочкой. Черкеска подпоясывалась кожаным ремнём (абаз. мъа) с набором чернёных серебряных пластинок. Обязательным элементом одежды благородных (аристократических) абазинских мужчин было холодное оружие. Бешмет подпоясывался так называемым сабельным опоясьем, то есть кожаным поясом, украшенным медными и серебряными бляшками, к которому прикреплялся кинжал и сабля. Абазины носили кинжалы типа кама либо бебут, которые ко всему прочему имели функции оберега, использовались для исполнения разных обычаев и ритуалов.
Из сабель, в зависимости от состоятельности владельца, предпочиталась сабля мамлюкского типа, либо килич (турецкая сабля), либо гаддарэ (иранская сабля).
Элементом одежды всадника считался даже лук с колчаном для стрел.
Абазины всегда при себе имели небольшой нож, который мог использоваться в бытовых целях, но который не был виден и потому не являлся элементом одежды.
К дорожной мужской одежде относились также бурка (абаз. уапӀа) и башлык (абаз. башлыкъ). Бурки были чёрные, серные и белые, гладкие и с начёсом. Белые бурки носили только представители княжеских фамилий, крестьяне же — чёрные и серые, гораздо более короткие. Мужскими головными уборами были чёрная или коричневая папаха с суконным верхом (абаз. чӀвашвахъылпа).
Наиболее распространённый вид мужской обуви — ноговицы из войлока или сафьяна.

#### Женская одежда
Комплект женской одежды состоял из нательного белья (абаз. цӀахьцӀацӀа), платья (абаз. ахвтан) и верхнего распашного по всей длине платья (абаз. шарбал). Аналогичное длинное платье у абхазов называлось «абырса цкы».
Нательное бельё отличалось от мужского длиной рубахи, доходившей до щиколоток. Шили его обычно из ситца.
С определённого возраста (9-12лет) девочке (как и у соседних адыгов), шили корсет (абаз. дуфакь, кванчыюа, айшыс). Корсет вырабатывал у девушки красивую осанку и препятствовал развитию груди. Абазины, как и соседние народы Кавказа — осетины и др., считали, что женская красота непременно предполагает наличие тонкого стана, маленьких грудей и длинных кос. Шили корсет из грубого полотна в два слоя или из тонкого сафьяна на подкладке. Для жёсткости в него вставлялись тонкие пластинки из дерева, железа или кости (рога). Носили корсет до замужества.
Поверх нательной рубахи надевали платье. Платье имело воротник-стойку, длинные узкие рукава. Рукава праздничного платья делались гораздо длиннее и расширяющимися к запястьям. Таким образом, помимо того, что в абазинском женском костюме характерный многослойный рукав, где в полутонах тканей угадывались текстурные переходы, платье было декорировано аксессуарами. Завершающим штрихом образа были платки разной текстуры и техники исполнения.
Поверх этого платья могли надевать, особенно в прохладную погоду, ещё одно, укороченное платье — наподобие мужского бешмета. Женский бешмет, в отличие от мужского, по подолу украшали вышивкой или золотой канители.
На праздники поверх платья надевали длинное, до щиколоток, распашное платье (абаз. бурса ъахвтан) из бархата (абаз. диба ъахвтан) или шёлка (абаз. чыльа ъхватан). По покрою это платье было сходно с мужской черкеской. Не было карманов, и отличались рукава: для менее торжественных случаев шили платья с обычным рукавом, из-под которого выступали края рукавов нижнего платья; для более торжественных — с рукавом, обшлаг которого заканчивался чуть выше запястья и обшивался узким галуном или же вышивался канителью либо шёлковыми нитками. К концам рукавов пристёгивались длинные округлые нарукавники (абаз. напӏквпса). На груди, по всей длине, и по подолу платье богато украшалось вышивкой. Очень часто со сношенного богатого платья срезали вышитые и перешивали их на новое платье — таким образом, они передавались из поколения в поколение.
Отделка женского костюма изобиловала аксессуарами в значительной степени больше, чем в черкесском костюме. В результате этого костюм становился тяжелее за счёт серебряных украшений — пояс был шире, в большинстве случаев прямой и половинчатый, в форме полумесяца. Ряд нагрудников тянулся до линии талии и по бокам нагрудников, в обязательном порядке, подвешивали позвякивающие «жёлуди» (от сглаза).
Ювелирные изделия абазин делались в основном из серебра. Золото использовалось лишь для позолоты отдельных деталей. Набор украшений строго соответствовал возрастному и семейному положению.
По причёске и головному убору абазинки можно было с уверенностью определить её возраст, социальное происхождение и семейное положение. Девочкам волосы заплетали в две косы и покрывали голову шёлковым платочком (абаз. чылькӀас). По достижении совершеннолетия ей надевали на голову шапку (абаз. хьхъылпа — золотая шапка; абаз. разныхъылпа — серебряная шапка). Шапки эти известны трёх форм. Первая — цилиндрическая с конусообразным верхом. Вторая — цилиндрическая с закруглённым верхом. Третья — в форме усечённого конуса. Одну шапку никогда не носили: её покрывали сверху платком или шарфом, концы которых забрасывались назад за плечи.
Девичью шапку носили до рождения первого ребёнка, после чего женщина надевала на голову треугольный платок (абаз. хъарпхьа) так, чтобы не было видно волосы.
Женской обувью были ноговицы и чувяки. Их шили из сафьяна и украшали цветными вставками или аппликацией на подъёме и по бокам.
Традиционная абазинская одежда, особенно будничная, устойчиво сохранялась довольно долго. Праздничная же одежда стала подвергаться изменениям уже с начала XX века. Изменения эти поначалу касались только отдельных частей одежды и обуви.

## Галерея

Старинные фото
Абазины в XIX веке
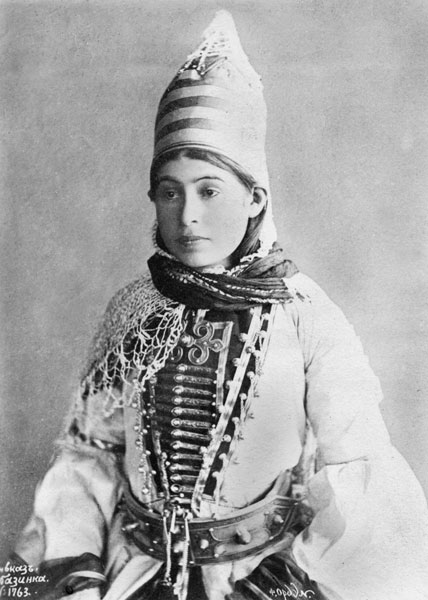
Молодая абазинка. Фотограф Ф.Ордэн. 1897 г.
Знатный абазин.
Свадьба в ауле Дарыква-кыт. Середина XIX в.
Девушка Химсада и князь Лоов, конец XIX в.
Абазинки из знатных фамилий аула Бибаркт (совр. Эльбурган)
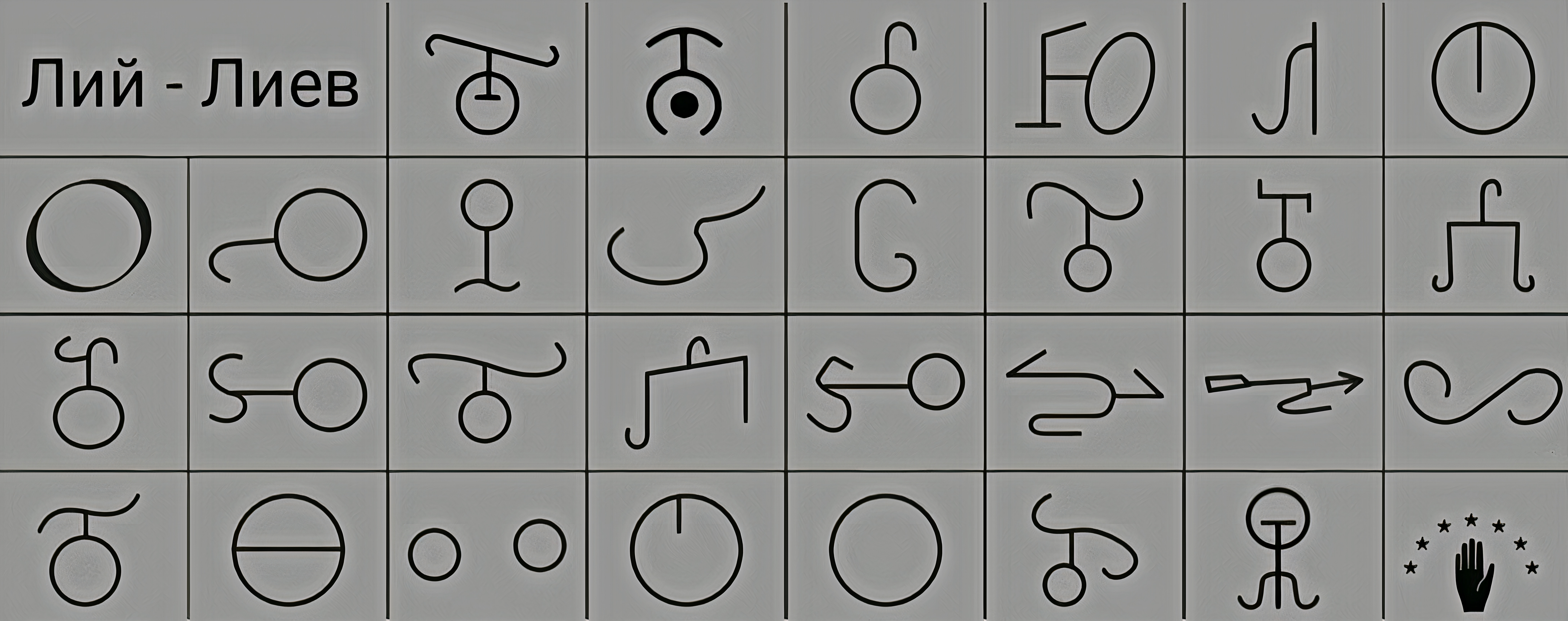
Абазинские тамги